# Letouzeya
Letouzeya is een geslacht van kevers uit de familie van de loopkevers (Carabidae). De wetenschappelijke naam van het geslacht is voor het eerst geldig gepubliceerd in 1982 door Bruneau de Mire.

## Soorten
Het geslacht Letouzeya is monotypisch en omvat slechts de volgende soort:
- Letouzeya mirabilis Bruneau de Mire, 1982